# Фазу (кратер)
Вижте пояснителната страница за други значения на Фазу.
Фазу (на английски: Fazu) е ударен кратер на планетата Венера. Той е с диаметър 6,1 km и носи аварското женско име Фазу.